# Chór Akademii Medycznej w Gdańsku im. Tadeusza Tylewskiego
Chór Gdańskiego Uniwersytetu Medycznego im. Tadeusza Tylewskiego – chór akademicki działający od 1945 roku. 

## Historia
Chór powstał w 1945 roku z inicjatywy Pawła Kuklińskiego oraz kilkunastu studentów gdańskiej Akademii Lekarskiej zespół wokalny zadebiutował wykonaniem Gaudeamus igitur na inauguracji roku akademickiego 1945/1946 – 2 lutego 1946 roku. W 1947 roku kierownictwo artystyczne objął Tadeusz Tylewski, gdańszczanin, działacz Polonii Gdańskiej w okresie międzywojennym, muzyk, kompozytor, chórmistrz i pedagog. Nagła śmierć dyrygenta 29 kwietnia 1959 roku podczas koncertu, zamknęła pierwszy etap działalności zespołu. Od tego czasu, decyzją zarządu, chór nosi jego imię. Następni dyrygenci, Leon Snarski i Ireneusz Łukaszewski doprowadzili zespół do chóralnej czołówki europejskiej. Kolejnymi dyrygentami byli: Jan Łukaszewski, Henryk Czyżewski, Elzbieta Hawryluk, Dariusz Ciotucha. Od 1988 do 2018 roku kierownikiem artystycznym i dyrygentem zespołu był absolwent gdańskiej Akademii Muzycznej – Jerzy Szarafiński. W 2018 roku zastąpił go na tym stanowisku Błażej Połom.
Nieprzerwanie od ponad 75 lat, Chór Gdańskiego Uniwersytetu Medycznego reprezentuje swoją Alma Mater oraz gdańskie środowisko muzyczne w kraju i poza jego granicami.
Chór koncertował w 28 krajach świata takich jak: Austria, Belgia, Bułgaria, Chiny, Chorwacja, Czechy, Dania, Filipiny, Francja, Hiszpania, Holandia, Irlandia, Jugosławia, Kanada, Litwa, Macedonia, Niemcy, Portugalia, Rosja, Rumunia, Republika San Marino, Szwecja, Szwajcaria, USA, Włochy, Watykan, Wielka Brytania. Oprócz programów muzyki a cappella, zawierających utwory kompozytorów polskich oraz obcych, reprezentujących różne style muzyczne i epoki, wykonuje również muzykę Gospel z towarzyszeniem zespołu muzycznego oraz muzykę oratoryjną m.in.: Bacha, Haendla, Haydna, Mozarta, Beethovena, Brucknera, Verdiego, Rossiniego, Dvořáka, Sibeliusa, Orffa, Gounoda współpracując z instytucjami kulturalnymi regionu gdańskiego, głównie z Państwową Filharmonią Bałtycką, a także z Filharmonią Olsztyńską oraz Filharmonią Koszalińską.
W 2019 roku chór nagrał szlagiery Henryka ,,Hubertusa" Jabłońskiego na płytę ,,Pierwszy Siwy Włos" (ar. Kamil Cieślik)
Zespół ma na koncie również współpracę z kompozytorką Anną Rocławską-Musiałczyk. W roku 2020 nagrana została płyta  ,,Wśród Ciszy" zawierająca polskie kolędy i pastorałki zaaranżowane na chór, sopran solo, orkiestrę smyczkową, obój i fortepian. W 2022, z okazji obchodów 75 - lecia istnienia, zespół wraz z Chórem Uniwersytetu Gdańskiego, oraz triem jazzowym  - Mikołaj Trzaska (saksofon), Olo Walicki (kontrabas, elektronika), Jacek Prościński (perkusja, elektronika) - oraz kompozytorką (fortepian), nagrał prawykonanie utworu "Tam i Tu" pod poezję Bogdana Jaremina.

## Nagrody i wyróżnienia
W okresie 75-letniej działalności Chór GUMED był wielokrotnie laureatem czołowych nagród na licznych polskich i zagranicznych konkursach oraz festiwalach chóralnych, m.in. w Knokke (Belgia), Middlesbrough (Anglia), Cork (Irlandia), Arezzo (Włochy), Spittal an der Drau (Austria), Warna (Bułgaria), Tolosa (Hiszpania). Do sukcesów zespołów należą m.in.  
- 1998: I miejsce w Ogólnopolskim Konkursie Muzyki Sakralnej im. Ks. Ormińskiego w Rumi[2]
- 2000: I nagroda na Międzynarodowym Konkursie Muzyki Cerkiewnej w Hajnówce[2]
- 2002: Złoty Dyplom i Złoty Puchar z II lokatą w kategorii chórów mieszanych
- 2002: Srebrny Dyplom w kategorii „Muzyka ludowa” i Kryształowy Puchar za I miejsce w kategorii „Hołd Thomasowi Morleyowi” na Międzynarodowym Festiwalu Chórów Akademickich IFAS 2002 w Pardubicach[2]
- 2002: Nagroda Prezydenta Miasta Gdańska w Dziedzinie Kultury z okazji osiągniętych sukcesów artystycznych[3]
- 2003: udział w warsztatach chóralnych „Europa Cantat” w Barcelonie
- Złoty Medal w kategorii Mieszany Chór Kameralny
- Srebrny Medal w Kategorii Musica Sacra
- Złoty Dyplom w Kategorii Mieszany Chór Kameralny
- Złoty Dyplom z wyróżnieniem dla najlepszego chóru w kategorii Musica Sacra
- 2006: Najwyższy Srebrny Dyplom w kategorii Gospel & Spirituals na Światowej Olimpiadzie Chóralnej w Xiamen – Chiny[2]
- 2006: Nagroda Prezydenta Miasta Gdańska w Dziedzinie Kultury z okazji jubileuszu 60-lecia działalności[3]
- 2008: Srebrny i Złoty medal oraz Grand Prix Ohrid Choir Festival Chór
- 2008: Nagroda Prezydenta Miasta Gdańska w Dziedzinie Kultury za promowanie Miasta Gdańska poprzez udział w licznych konkursach w kraju i za granicą[3]
- 2012: Nagroda Prezydenta Miasta Gdańska w Dziedzinie Kultury z okazji jubileuszu 65-lecia[3]
- 2014: Złoty Medal i Srebrny Medal na Światowej Olimpiadzie Chóralnej w Rydze, Łotwa
- 2015: I miejsce na IV Międzynarodowym Festiwalu Chóralnym „Music & Sea” w Paralii, Grecja
- 2016: Nagroda Prezydenta Miasta Gdańska w Dziedzinie Kultury z okazji jubileuszu 70-lecia działalności[3]
- 2017: I miejsce na VIII Krakowskim Festiwalu Pieśni Adwentowych i Bożonarodzeniowych[2]
- 2018: 9th Isola del sole – International Choir Competition and Festival (Grado, Włochy) – Złoty Dyplom[2]
- 2019: Złote Pasmo, Nagroda za najlepiej wykonany utwór pasyjny oraz nagroda dla najlepszego dyrygenta podczas Międzynarodowego Festiwalu Pieśni Pasyjnej w Szczecinie
- Złoty Medal na 47 Festiwalu Chórów i Orkiestr Svátky Písní w Ołomuńcu, Czechy
- 2022: IV miejsce na Międzynarodowym Festiwalu Chóralnym w Prowansji (Francja)
- 2023: Złoty Dyplom na XXII Międzynarodowym Festiwalu Muzyki Chóralnej im. Feliksa Nowowiejskiego w Barczewie
- 2023: Złoty Dyplom i Nagroda Specjalna na I Ogólnopolskim Konkursie Muzyki Sakralnej Motus in Sacris w Zgierzu
- 2023: Grand Prix i Nagroda dla najlepszego dyrygenta na V Ogólnopolskim Festiwalu Muzyki Chóralnej im. Mikołaja Zieleńskiego w Łowiczu
- 2024: Złoty Dyplom, Nagroda na najlepszego dyrygenta
- 2024: Grand Prix  -  Nagroda Główna dla najlepszego chóru Ogólnopolskiego Turnieju Chórów Legnica Cantat 54 (zdobywając tym samym nominację do Grand Prix Polskiej Chóralistyki im Stefana Stuligrosza w Poznaniu).

Za dotychczasową działalność artystyczną Chór Gdańskiego Uniwersytetu Medycznego został odznaczony przez Polski Związek Chórów i Orkiestr Złotą Odznaką Honorową z Laurem.

## Dyrygenci
- Tadeusz Tylewski: 1947–1959
- Leon Snarski
- Ireneusz Łukaszewski
- Jan Łukaszewski
- Henryk Czyżewski
- Elżbieta Hawryluk
- Dariusz Ciotucha
- Jerzy Szarafiński: 1988–2018[2]
- Błażej Połom: od 2018[1]